# Aleksandra Pliszczak-Król
Aleksandra Pliszczak-Król – polska lekarka weterynarii, doktor habilitowany nauk rolniczych, adiunkt na Uniwersytecie Przyrodniczym we Wrocławiu, specjalistka od immunopatologii oraz parazytologii.

## Kariera naukowa
W 1990 roku na Akademii Rolniczej we Wrocławiu uzyskała tytuł lekarza weterynarii. W tym samym roku została zatrudniona na Wydziale Medycyny Weterynaryjnej tej samej uczelni, gdzie w 2000 roku uzyskała stopień doktora nauk weterynaryjnych na podstawie rozprawy pt. Reaktywność limfocytów krwi kurcząt z doświadczalną dysfunkcją układu limfatycznego, której promotorem był Stanisław Graczyk. W 2023 roku ten sam wydział nadał jej stopień doktora habilitowanego nauk rolniczych w dyscyplinie weterynarii na podstawie pracy pt. Analiza parametrów hemostazy u zwierząt zdrowych oraz w wybranych stanach patologicznych.